# Glenn Howerton

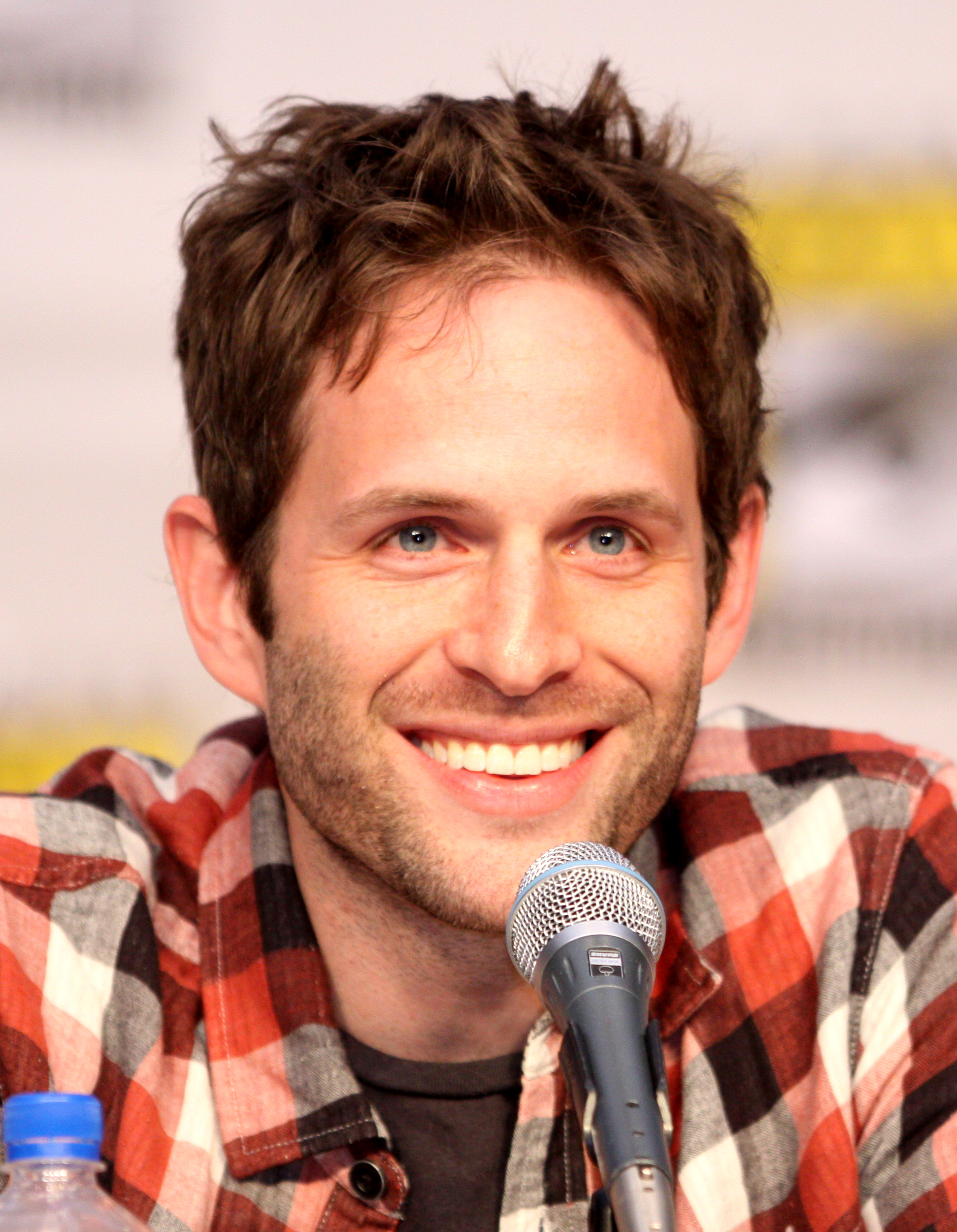
Glenn Howerton

Glenn Franklin Howerton III (Yokohama, 13 april 1976), is een in Japan geboren Amerikaans acteur, stemacteur, filmproducent en scenarioschrijver.

## Biografie
Howerton werd geboren in Yokohama bij Amerikaanse ouders en groeide op in Londen, Zuid-Korea en Montgomery (Alabama), waar hij de high school doorliep aan de Jefferson Davis High School. Hierna studeerde hij voor twee jaar aan de New World School of the Arts in Miami. Hij haalde in 2000 zijn bachelor of fine arts aan de Juilliard School in New York. 
Howerton begon in 2002 met acteren in de film Monday Night Mayhem, hierna heeft hij nog meerdere rollen gespeeld in films en televisieseries. Hij is vooral bekend van zijn rol als Dennis Reynolds in de televisieserie It's Always Sunny in Philadelphia waar hij al in 153 afleveringen speelde (2005-2019). Naast acteur was hij ook actief als filmproducent en scenarioschrijver in deze televisieserie. 
Howerton is in 2009 getrouwd met actrice Jill Latiano met wie hij een zoon heeft (2011). 

## Filmografie

### Films
Uitgezonderd korte films.
- 2023 Fool's Paradise - als zakenman
- 2023 BlackBerry - als Jim Balsillie
- 2021 How It Ends - als John
- 2020 Mr. Bungle: The Night They Came Home - als toeschouwer
- 2020 Archenemy - als de manager
- 2020 The Hunt - als Richard
- 2016 Officer Downe - als Dominic
- 2013 Coffee Town – als Will
- 2010 Everything Must Go – als Gary
- 2009 Crank: High Voltage – als dokter
- 2008 The Strangers – als Mike
- 2006 Two Weeks – als Matthew Bergman
- 2006 Crank – als dokter
- 2005 Serenity  - als Lilac Young Tough
- 2005 Must Love Dogs – als Michael
- 2003 E.D.N.Y. – als Paul Webster
- 2002 Monday Night Mayhem – als Dick Ebersol

### Televisieseries
Uitgezonderd eenmalige gastrollen.
- 2025 Sirens - als Ethan Corbin II - 5 afl.
- 2005-2023 It's Always Sunny in Philadelphia – als Dennis Reynolds – 170 afl.
- 2018-2021 A.P. Bio - als Jack Griffin - 42 afl.
- 2020 The Fugitive - als Jerry Conwell - 5 afl.
- 2013-2017 The Mindy Project – als Cliff Gilbert – 13 afl.
- 2016 House of Lies - als Seth Buckley - 4 afl.
- 2014-2015 Family Guy – als collega op bijeenkomst (stem) – 4 afl.
- 2014 Fargo – als Don Chumph – 5 afl.
- 2009-2013 The Cleveland Show – als diverse stemmen – 31 afl.
- 2012 Unsupervised – als Clint / Dirt (stemmen) – 4 afl.
- 2009-2010 Glenn Martin DDS – als stem – 3 afl.
- 2003 ER – als dr. Nick Cooper – 6 afl.
- 2002 That '80s Show – als Corey Howard – 13 afl.

### Filmproducent
- 2005-2023 It's Always Sunny in Philadelphia – televisieserie – 170 afl.
- 2022 The Send-Off - film
- 2018-2021 A.P. Bio - televisieserie - 42 afl.
- 2018 Mean Jean - film
- 2018 The Cool Kids - televisieserie
- 2015-2016 On the Record with Mick Rock - televisieserie - 6 afl.
- 2014 The Wilderness of James - film
- 2011-2012 How to Be a Gentleman – televisieserie – 9 afl.
- 2012 Unsupervised – televisieserie – 10 afl.
- 2012 Living Loaded - film
- 2009 Boldly Going Nowhere - film
- 2008 It's Always Sunny in Philadelphia: Sunny Side Up – korte film
- 2008 It's Always Sunny in Philadelphia Season 3: Dancing Guy – korte film
- 2008 It's Always Sunny in Philadelphia Season 3: Meet the McPoyles – korte film
- 2008 It's Always Sunny in Philadelphia Season 3: Sunny Side Up – korte film
- 2007 It's Always Sunny in Philadelphia: Making of Season 1 & 2 – korte film

### Scenarioschrijver
- 2005-2022 It's Always Sunny in Philadelphia – televisieserie – 165 afl.
- 2009 Boldly Going Nowhere - film
- 2008 It's Always Sunny in Philadelphia Season 3: Meet the McPoyles – korte film

- Bibsys: 10071949
- Gemeinsame Normdatei: 1176845241
- International Standard Name Identifier: 0000 0000 5449 4393
- Library of Congress Control Number: no2007112017
- MusicBrainz: d362434c-2b7f-48cf-a32f-11e318e5bd21
- Virtual International Authority File: 7178687
- WorldCat: E39PBJd3QtybxRRQMKTFMCVBfq